# Daniel Baumann (Archivar)

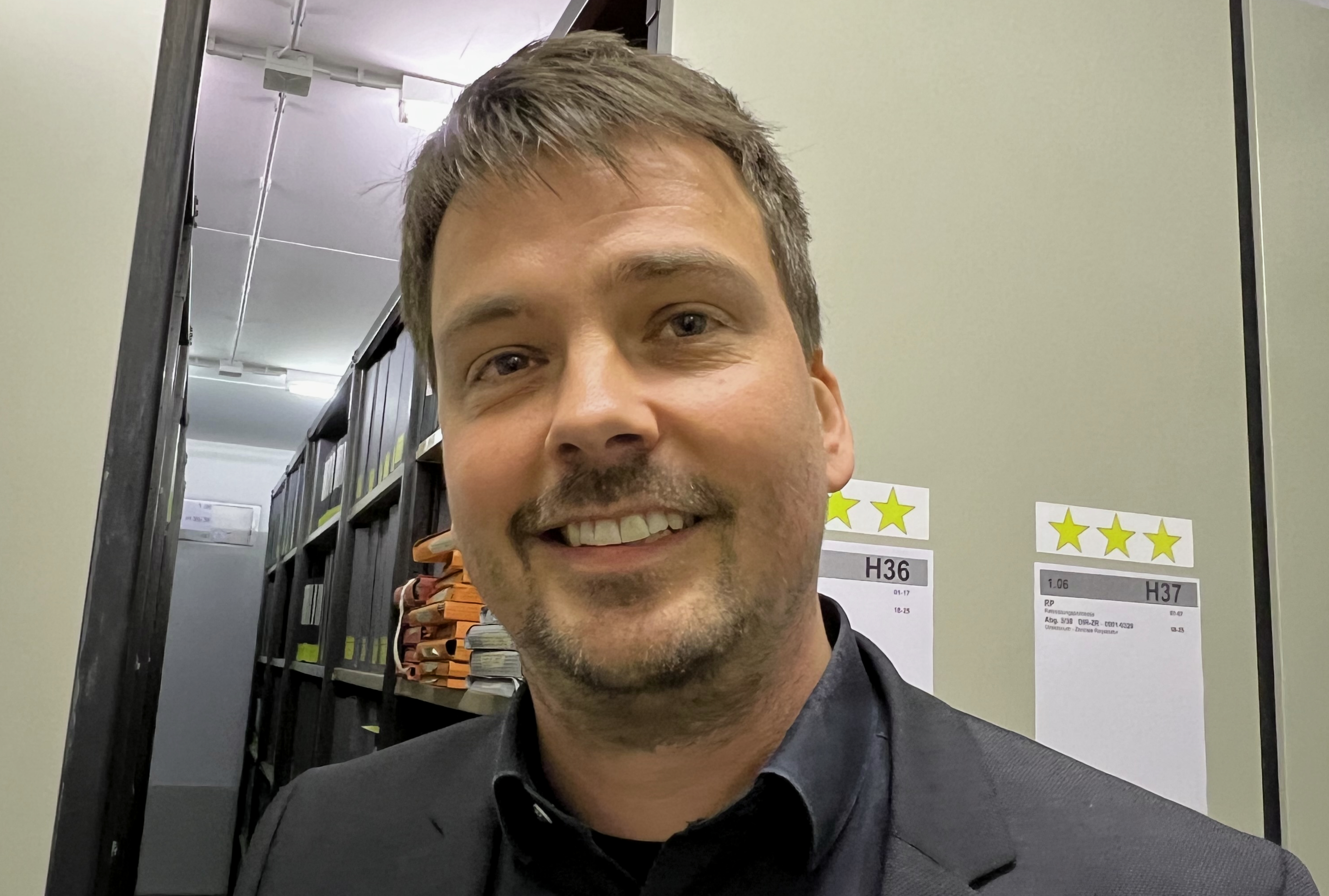
Daniel Baumann im Stadtarchiv München

Daniel Baumann (* 26. Mai 1978) ist ein deutscher Archivar und Autor. Seit April 2023 leitet er das Stadtarchiv München in der Position eines Amtsleiters.

## Herkunft und Ausbildung
Baumann ist in Neukeferloh im Landkreis München und in Pretoria (Südafrika) aufgewachsen. Er machte sein Abitur 1997 am Ernst-Mach-Gymnasium Haar bei München. Er studierte von 1998 bis 2000 Geschichte und Politikwissenschaft an der Ludwig-Maximilians-Universität München und von 2000 bis 2004 an der Ruprecht-Karls-Universität Heidelberg, wo er 2004 seinen Magistertitel erwarb. Mit Hilfe eines Stipendiums der Gerda Henkel Stiftung wurde er 2008 bei Martin Kaufhold an der Universität Augsburg mit dem Dissertationsthema „Stephen Langton, Erzbischof von Canterbury (1207-1228) als politische Figur im englischen Hochmittelalter“ promoviert.

## Beruflicher Werdegang
Von 2009 bis 2011 absolvierte Baumann das Archivreferendariat am Niedersächsischen Landesarchiv und an der Archivschule Marburg. Anschließend war er bis 2013 als wissenschaftlicher Archivar an der Universität Osnabrück und an der Hochschule Osnabrück tätig.
Im Februar 2013 wechselte er an das Stadtarchiv München. Neben der Zuständigkeit für die Aktenüberlieferung aus dem Direktorium und dem IT-Referat der Landeshauptstadt München war er für den Aufbau eines Systems zur Archivierung digitaler Unterlagen verantwortlich, das 2016 in Betrieb genommen werden konnte.
Im Jahr 2022 erhielt Baumann die Ernennung zum stellvertretenden Leiter des Münchner Stadtarchivs, seit 1. April 2023 ist er dort Archivdirektor und Amtschef. Sein zentrales Anliegen ist es, das Stadtarchiv als städtisches Kompetenzzentrum für Wissensmanagement zu etablieren. Es erstreckt sich über die vier Kompetenzfeldern Wissensspeicher (analog/digital), Wissensorganisation (Schriftgutverwaltung, Erschließung), Wissensbereitstellung (u. a. virtueller Lesesaal) und Wissensvermittlung (u. a. Archivpädagogik).
Seit 2023 ist Baumann Schatzmeister des Historischen Vereins von Oberbayern.

## Archivwissenschaft
Baumanns Dissertation über Stephan Langton und die Magna Carta erschien 2009 in dem niederländischen Brill Verlag. Schwerpunkt von Baumanns wissenschaftlicher Arbeit ist die Archivierung digitaler Unterlagen, dokumentiert unter anderem in „Langzeitarchivierung digitaler Verwaltungsunterlagen“. In einem Online-Workshop der Generaldirektion der Staatlichen Archive Bayerns stellte er die im Stadtarchiv München verwendete Softwaresuite „Archivierung mit scopeOAIS“ für die digitale Langzeitarchivierung vor. Eins seiner zentralen Aufgabengebiete ist die „Übernahme unstrukturierter Dateisammlungen“ im Stadtarchiv München wie etwa über alle Aktivitäten der Münchner Philharmoniker. Daneben befasst sich Baumann in Vorträgen und Publikationen mit der Stadtgeschichte Münchens, zum Beispiel über den ersten bayerischen Ministerpräsidenten Kurt Eisner.

## Publikationen (Auszug)
- Stephen Langton. Erzbischof von Canterbury im England der Magna Carta. Leiden 2009.[9]
- Langzeitarchivierung digitaler Verwaltungsunterlagen, in: Dorit-Maria Krenn, Michael Stephan, Ulrich Wagner (Hrsg.), Kommunalarchive – Häuser der Geschichte. Quellenvielfalt und Aufgabenspektrum, Würzburg, 2015, S. 449–473.
- FC Bayern München, mit umfangreichem Literaturverzeichnis, in: Historisches Lexikon Bayerns.[10]
- Ein Märtyrer der Revolution – die Ermordung Kurt Eisners und das Gedenken an den ersten Ministerpräsidenten des Freistaats Bayern, in: Elisabeth Angermair, Andreas Heusler (Hrsg.), Machtwechsel. München zwischen Oktober 1918 und Juni 1919, München, 2020, S. 101–126.[11]
- Übernahme unstrukturierter Dateisammlungen, in: Stephan Luther (Hrsg.): Bewertung – eine Kernaufgabe im Archiv. Frühjahrstagung 2022 der Fachgruppe 8 im VdA, Chemnitz, 2022, S. 35–40.[12]
- XDomea-Schnittstelle TIZIAN: Datenmapping inkl. AIP-Bildung, mit Markus Schmalzl, in: Thomas Krämer, Archivierung von Unterlagen aus digitalen Systemen: 24. Tagung des Arbeitskreises „Archivierung von Unterlagen aus digitalen Systemen“ (AUdS), Köln 2022, S. 116–121.[13]